# Dancemania
Dancemania è una serie di album di compilation remix della i-DANCE. La serie si occupa principalmente di musica dance, in particolare Eurodance. Nonostante molti dei suoi brani siano stati realizzati da vari musicisti provenienti da tutto il mondo, e principalmente dal continente europeo, gli album sono stati pubblicati esclusivamente in Giappone.

## Pubblicazione
| No. | Data di pubblicazione | Ref    |
| --- | --------------------- | ------ |
| 1   | 10 aprile 1996        | [ 1 ]  |
| 2   | 17 luglio 1996        | [ 2 ]  |
| 3   | 9 ottobre 1996        | [ 3 ]  |
| 4   | 16 gennaio 1997       | [ 4 ]  |
| 5   | 28 aprile 1997        | [ 5 ]  |
| 6   | 16 luglio 1997        | [ 6 ]  |
| 7   | 16 ottobre 1997       | [ 7 ]  |
| 8   | 16 gennaio 1998       | [ 8 ]  |
| 9   | 29 aprile 1998        | [ 9 ]  |
| 10  | 16 luglio 1998        | [ 10 ] |
| X1  | 13 gennaio 1999       | [ 11 ] |
| X2  | 9 aprile 1999         | [ 12 ] |
| X3  | 23 luglio 1999        | [ 13 ] |
| X4  | 20 ottobre 1999       | [ 14 ] |
| X5  | 13 gennaio 2000       | [ 15 ] |
| X6  | 12 aprile 2000        | [ 16 ] |
| X7  | 19 luglio 2000        | [ 17 ] |
| X8  | 17 gennaio 2001       | [ 18 ] |
| X9  | 18 aprile 2001        | [ 19 ] |
| 20  | 21 novembre 2001      | [ 20 ] |
| 21  | 30 gennaio 2002       | [ 21 ] |
| 22  | 26 aprile 2002        | [ 22 ] |

### Serie principali
- Nonstop Megamix Dancemania 1 – 10, 20 – 22
- Nonstop Megamix Dancemania X1 – X9 (a.k.a. 11 – 19)
- Nonstop Megamix Dancemania EX 1 – EX 9
- Nonstop Megamix Dancemania Best Yellow
- Nonstop Megamix Dancemania Best Red
- Dancemania Tre*Sure 10th Anniversary Special Edition
- Dancemania Sparkle – Best of 90s Dance Pop

### Serie minori

#### Estate e inverno
Le compilation estive hanno sonorità latine e reggae. Quelle invernali handbag house, breakbeat e big beat.
- Nonstop Megamix Dancemania Summers 1 – 3
- Nonstop Megamix Dancemania Summers 2001
- Nonstop Megamix Dancemania Winters 1 – 2
- Nonstop Megamix Dancemania Winters Rock Groove

#### Speed
- Nonstop Megamix Dancemania Speed 1 – 10
- Classical Speed 1 – 2
- Hyper Nonstop Megamix Dancemania Speed G1 – G5
- Happy Speed The Best of Dancemania Speed G
- Hyper Nonstop Megamix Dancemania Speed Best 2001
- Nonstop Megamix Dancemania Speed Presents Happy Ravers
- Nonstop Megamix Dancemania Speed Presents Trance Ravers
- Dancemania Speed Presents Best of Hardcore
- Nonstop Megamix Dancemania Speed SFX
- Hyper Nonstop Megamix Christmas Speed
- Hyper Nonstop Megamix Dancemania Speed TV
- Nonstop Megamix Speed Deka
- Nonstop Megamix Anime Speed
- Anime Speed Newtype Edition
- Speedrive
- Nonstop Megamix Speed Buyuuden

#### Bass
- Nonstop Megamix Dancemania Bass #0 – #11

#### Euro Mix
Gli Euro mix sono in stile Eurobeat e Europop.
- Nonstop Megamix Dancemania Euro Mix Happy Paradise 1 – 2
- Dancemania Presents J:Paradise
- Dancemania EURO CLASSICS

#### Super Techno
- Nonstop Megamix Dancemania Super Techno I – II
- Nonstop Megamix Dancemania Super Techno Best

#### Classici
I Classici hanno sonorità Eurobeat/Hi-NRG/R&B.
- Dancemania Classics
- Nonstop Megamix Dancemania Euro Classics
- Nonstop Megamix Dancemania Club Classics 1 – 2
- Nonstop Megamix Dancemania SuperClassics 1 – 3
- Nonstop Megamix Dancemania SuperClassics Best
- Nonstop Megamix Dancemania 80's
- Non-stop Essential Mix Dancemania 80's Two
- Dancemania Sparkle Classics – Best of 80s Disco Pop

#### Trance Paradise
- Trance Paradise The Best
- Hime Trance 1 – 4
- Himetra Best
- Himetra Speed
- Himetra Presents Tsukasa Mix
- Himetra Anime*Mix
- Hostrance 1 – 2
- Auto Gallery Tokyo 2006
- Kabatra

#### Altri
- Non-stop Megamix Dancemania Sports
- Dancemania presents Disco Groove
- Nonstop Megamix Disco Viking
- Nonstop Megamix Disco Viking Megamix
- Dancemania Presents Summer Story 2007 Supported by 9LoveJ
- Dancemania Presents Summer Story 2008 Supported by Club J
- Dancemania Presents Summer Story 2009

#### Serie speciali
- Dancemania Delux 1 – 5
- Nonstop Megamix Dancemania Hyper Delux
- Nonstop Megamix Dancemania Extra
- Nonstop Megamix Dancemania Diamond
- Dancemania Diamond Complete Edition

#### Altre serie

##### Giochi

###### D.D.R.
- Dance Dance Revolution 2nd Mix Original Soundtrack Presented by Dancemania
- Dance Dance Revolution 3rd Mix Original Soundtrack Presented by Dancemania
- Dance Dance Revolution Solo 2000 Original Soundtrack Presented by Dancemania
- Dance Dance Revolution 4th Mix Original Soundtrack Presented by Dancemania
- Dance Dance Revolution 5th Mix Original Soundtrack Presented by Dancemania
- DDRMAX Dance Dance Revolution 6th Mix Original Soundtrack Presented by Dancemania
- DDRMAX2 Dance Dance Revolution 7th Mix Original Soundtrack Presented by Dancemania
- Original Soundtrack Dance Dance Revolution Extreme
- Original Soundtrack Dance Dance Revolution Party Collection
- Dance Dance Revolution Festival & Strike Original Soundtrack Presented by Dancemania
- Dance Dance Revolution 2nd Mix Original Soundtrack Presented by Dancemania (re-release)

###### Dance Maniax
- Original Soundtrack Dance Maniax
- Original Soundtrack Dance Maniax 2nd Mix

###### Beatmania
- Beatmania 5th Mix Original Soundtrack Presented by Dancemania
- Beatmania 6th Mix Original Soundtrack Presented by Dancemania

##### Club
- Non-stop Mix Fura Mania
- Dancemania Presents Club The Earth I – II
- Dancemania Presents Club The Earth Disco Classics
- Dancemania Presents Two Face
- Dancemania CLUB CLASSICS 1-2

##### Zip Mania
- Dancemania featuring Nagoya-based radio station Zip-FM.[24]
- Nonstop Megamix Zip Mania 1 – 7

##### Giants Mania
- Dancemania Presents Giants Mania

#### Trance
- The Best of World Trance FantasiA 1 – 3
- Trance Mania 1 – 3
- Nonstop Megamix Dancemania Trance Z 1 – Z 2
- Nonstop Megamix Dancemania Super Trance Best

#### Cover
- Dancemania COVERS
- Dancemania COVERS 2
- Dancemania COVERS 01

#### Artist
- Dancemania Presents E-Rotic Megamix
- Dancemania Presents Scorccio Super Hit Mix
- Dancemania Presents Cartoons Toontastic!
- Dancemania Presents Captain Jack Captain's Best - Best Hits and New Songs -
- The Very Best of E-Rotic
- Dancemania Presents Captain Jack Party Warriors

#### Video series
- Nonstop Megamix * Video Happy Paradise Para Para Mania